# Sommet de la Terre

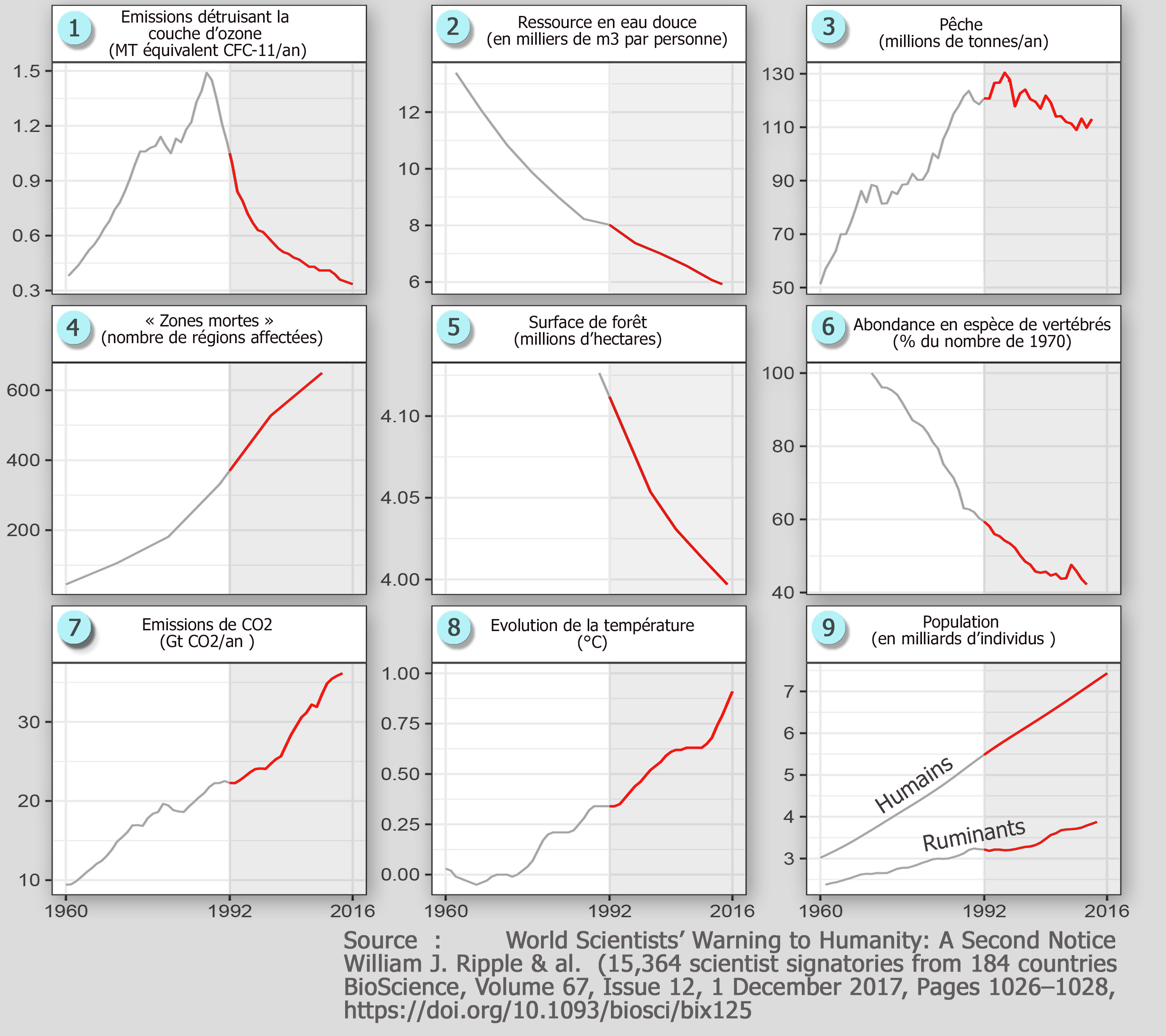
Neuf grands problèmes environnementaux cités dans l'avertissement lancé par les scientifiques à l'humanité en 1992. En rouge, leurs tendances temporelles depuis Rio et sur vingt-cinq ans.
Seules les émissions de gaz halogénés appauvrissant la couche d'ozone stratosphérique ont été fortement réduites (fig. 1). Les prises de la pêche en mer diminuent (fig. 3) alors que l'effort de pêche a encore augmenté. La sixième extinction est amorcée (fig. 6) : de 1970 à 2012, les vertébrés ont diminué de 58 %, leurs populations d'eau douce, marine et terrestre ont chuté respectivement de 81, 36 et 35 % en vingt-cinq ans. La fig. 9 montre que les populations de ruminants (bovins domestiques, moutons, chèvres et buffles) ont continué à croître.
La variation sur vingt-cinq ans, exprimée en pourcentage par rapport à 1992 est de -68,1 % pour la fig. 1, -26,1 % pour la fig. 2, -6,4 % pour la fig. 3, +75,3 % pour la fig. 4, -2,8 % pour la fig. 5, -28,9 % pour la fig. 6, +62,1 % pour la fig. 7, +167,6 % pour la fig. 8 et +35,5 % pour la population humaine et +20,5 % pour les élevages de ruminants.

Un sommet de la Terre est une rencontre décennale entre dirigeants mondiaux, organisée depuis 1972 par l'ONU, ayant pour but de définir les moyens de stimuler le développement durable au niveau mondial. Le premier sommet a lieu à Stockholm (Suède) en 1972, le deuxième à Nairobi (Kenya) en 1982, le troisième à Rio de Janeiro (Brésil) en 1992, le quatrième à Johannesbourg (Afrique du Sud) en 2002, le cinquième appelé « Rio + 20 » a également lieu à Rio de Janeiro en 2012, et la dernière conférence se tient à Stockholm (Suède) en 2022.
Preuve du développement d'une culture mondiale de respect de l'environnement, les sommets de la Terre présentent un enjeu symbolique important. Ils visent à démontrer la capacité collective à gérer les problèmes planétaires et affirment la nécessité du respect des contraintes écologiques. Le sommet de 1972 a donné naissance à une organisation dépendante de l’ONU, le Programme des Nations unies pour l'environnement (PNUE). Le sommet de 1992, officiellement appelé « conférence des Nations unies sur l'environnement et le développement, a lancé avec succès : la convention-cadre des Nations unies sur les changements climatiques (CCNUCC) dont les pays signataires se rencontrent annuellement depuis 1995 ; la convention des Nations unies sur la diversité biologique ; la  convention des Nations unies sur la lutte contre la désertification.

## Mode opératoire
L'entrée en vigueur d'un traité international prend généralement plusieurs années. Il s'agit d'un processus complexe, car chaque pays doit compléter deux étapes pour y adhérer. La première étape consiste à signer le traité. La seconde consiste à le ratifier formellement. Le traité n'entre en vigueur que lorsqu'un nombre suffisant de pays l'ont ratifié (nombre variable d'un traité à l'autre).
Les pays signataires de ce type de traité organisent, une fois par an en général, une conférence des parties (CP, ou COP en anglais). Avant chaque conférence est organisée une réunion préparatoire appelée SBSTTA (Organe subsidiaire chargé de fournir des avis scientifiques, techniques et technologiques) où les gouvernements négocient les détails techniques du traité. Le processus est similaire pour le sommet de la Terre, lequel comporte une série de conférences préparatoires préalables.

## Liste des sommets de la Terre

### Conférence de Stockholm
La conférence des Nations unies sur l'environnement humain (CNUEH) s'est tenue du 5 au 16 juin 1972 à Stockholm (Suède). Elle a placé pour la première fois les questions écologiques au rang de préoccupations internationales. Les participants ont adopté une déclaration de 26 principes et un vaste plan d'action pour lutter contre la pollution, dont une délégation des victimes de la maladie de Minamata a été témoin. Ce sommet a donné naissance au Programme des Nations unies pour l'environnement (PNUE). Au même moment, le Club de Rome a publié un rapport intitulé « Halte à la croissance ? ».
À cette époque, les dirigeants mondiaux se sont engagés à se rencontrer tous les dix ans pour faire le point sur l'état de la Terre. A posteriori, cette conférence a parfois été qualifiée de Sommet de la Terre.

### Nairobi 1982
Un Sommet de la Terre s'est tenu à Nairobi (Kenya) du 10 au 18 mai 1982. Les événements de l'époque (Guerre froide) et le désintérêt du président des États-Unis, Ronald Reagan (qui a nommé sa fille déléguée des États-Unis) ont fait de ce sommet un échec. Il n'est d'ailleurs même pas évoqué comme un sommet de la Terre officiel.

### Rio de Janeiro 1992

Discours pendant le sommet de la Terre à Rio-de-Janeiro, 1992.

Ce Sommet de la Terre s'est tenu à Rio de Janeiro du 3 juin au 14 juin 1992, sous l'égide de l'Organisation des Nations unies. Cette Conférence des Nations unies sur l'environnement et le développement (CNUED) est généralement considérée comme une réussite : les priorités mondiales ont changé en dix ans, et avec la participation d'une centaine de chefs d'État et de gouvernement très diversifié, ce sommet demeure aujourd'hui le plus grand rassemblement de dirigeants mondiaux. Plus de 1 500 ONG étaient également représentées.
Le Sommet de Rio s'est conclu par la signature de la Déclaration de Rio. Cette déclaration, qui fixe les lignes d'action visant à assurer une meilleure gestion de la planète, fait progresser le concept des droits et des responsabilités des pays dans le domaine de l'environnement. Cependant, elle n'est pas juridiquement contraignante. Au contraire, elle reconnaît la souveraineté des États à « exploiter leurs propres ressources selon leur politique d'environnement et de développement ».
Par ailleurs, le Sommet de Rio a conduit à l'adoption du programme Action 21, qui comprend environ 2 500 recommandations (dont la plupart n'ont jamais été mises en œuvre), la Déclaration sur la gestion, la conservation et le développement durable des forêts et la gestion durable des forêts, de même que les trois conventions de Rio :
- la Convention sur la diversité biologique (CDB)
- la Convention-cadre des Nations unies sur les changements climatiques (CCNUCC)
- la Convention des Nations unies sur la lutte contre la désertification (CLD)

Il a donné le coup d'envoi à un programme ambitieux de lutte mondiale contre les changements climatiques, l'érosion de la biodiversité, la désertification, et l'élimination des produits toxiques. Bien que ces conventions soient perfectibles, elles ont engagé les États dans un effort de mise en œuvre et, dans certains cas, dans un processus de négociations en vue de parvenir à l'adoption de protocoles contraignants, tel que le Protocole de Kyoto.

### Johannesbourg 2002
Ce sommet s'est tenu du 26 août au 4 septembre 2002 à Johannesburg (Afrique du Sud) sous l'égide des Nations unies. Il est aussi officiellement appelé « Sommet mondial sur le développement durable » (SMDD). Ce sommet constituait une occasion pour le monde entier de faire le bilan et de compléter le programme lancé lors du Sommet de Rio ; il était axé autour du développement durable.
La rencontre de Johannesburg visait donc à inciter les États à réitérer leur engagement politique en faveur du développement durable, ainsi qu'à favoriser le renforcement d'un partenariat entre le Nord et le Sud. L'événement a rassemblé une centaine de chefs d'État et quelque 40 000 délégués, ce qui en a fait la plus grande rencontre jamais organisée par les Nations unies.
Le sommet a adopté un plan d'action en 153 articles, décomposés en 615 alinéas sur de nombreux sujets : pauvreté, consommation, ressources naturelles, globalisation, respect des Droits de l'homme... Les thèmes prioritaires étaient,:
- l'eau (évolution des ressources en eau, nécessité d'une consommation rationnelle, assainissement de l'eau, répartition...)
- l'énergie (état et évolution de la consommation, surconsommation, répartition, utilisation des énergies renouvelables, telles que solaires et éoliennes)
- la productivité agricole (régression et dégradation des sols...)
- la biodiversité
- la santé

L'enjeu politique du Sommet fut également important puisqu'il s'agissait de démontrer que la guerre contre le terrorisme n'est pas l'unique problème mondial actuel.

### Rio +20
Vingt ans après le Sommet de Rio de 1992, la Conférence des Nations unies sur le développement durable (CNUDD), mieux connue sous le nom de Rio+20, a eu lieu du 20 au 22 juin 2012 à Rio de Janeiro, au Brésil. Avant cet événement, un premier comité préparatoire (PrepCom-1) s'était tenu à New York (États-Unis), du 17 au 19 mai 2010  et un second du 7 et 8 mars 2011. Un troisième et dernier Comité préparatoire a eu lieu du 13 au 15 juin 2012 à Rio de Janeiro (Brésil) mais, comme on s'y attendait, il n'a pas permis de conclure la négociation du zero draft, de sorte que les négociations se sont poursuivies de manière informelle, sous l'égide du gouvernement brésilien, pendant les quatre jours qui séparaient cette réunion de l'arrivée des chefs d'État et de gouvernement. Même si Rio +20 devait porter sur « l'économie verte » et « le cadre institutionnel du développement durable », des divergences ont rapidement émergé sur ces deux thèmes, de sorte que le principal résultat de ce « Sommet de la Terre » est plutôt le lancement d'un processus devant conduire à l’établissement d’Objectifs du développement durable (ODD).